# Todos los perros van al cielo (álbum)
Todos los perros van al cielo es el quinto álbum de la banda argentina de punk rock Bulldog.

## Descripción
Es el último álbum de estudio con el baterista inicial Luis "bebe" Gindre.

## Lista de canciones
1. Fiel (L.Gindre-H.Mantoiani)
2. El grito silencioso(H.Mantoiani)
3. Un manto de libertad (H.Mantoiani)
4. Pasos perdidos (G.Tagliarini-R.España-L.Gindre)
5. RNR (H.Mantoiani-R.España)
6. Sangre combativa(H.Mantoiani)
7. Semillero (G.Tagliarini-R.España-L.Gindre)
8. Mi amor, mi sol, mi perdición (H.Mantoiani)
9. Tendencias (Bulldog)
10. 1000 años (H.Mantoiani)
11. Vuelve (G.Tagliarini-R.España-L.Gindre)
12. Ya ves (H.Mantoiani)
13. Verano (L.Gindre-H.Mantoiani)

Bonus tracks
1. 3.º.D (en vivo)
2. La vida (en vivo)